# Saint-Just (Cher)
Saint-Just ist eine französische Gemeinde mit 646 Einwohnern (Stand: 1. Januar 2022) im Département Cher in der Region Centre-Val de Loire. Sie gehört zum Arrondissement Bourges und zum Kanton Trouy.

## Geographie
Saint-Just liegt etwa neun Kilometer südöstlich von Bourges in Zentralfrankreich. Umgeben wird Saint-Just von den Nachbargemeinden Soye-en-Septaine im Norden, Crosses im Nordosten, Annoix im Osten und Südosten, Saint-Denis-de-Palin im Süden, Vorly und Senneçay im Südwesten sowie Plaimpied-Givaudins im Westen und Nordwesten.

## Bevölkerungsentwicklung
| Jahr                      | 1962 | 1968 | 1975 | 1982 | 1990 | 1999 | 2006 | 2019 |
| Einwohner                 | 534  | 522  | 534  | 558  | 589  | 558  | 544  | 657  |
| Quelle: Cassini und INSEE |      |      |      |      |      |      |      |      |